# ابوجهل
ابوجهل عَمرو بن هشام بن مغیره بن عبداللّٰه بن عمر مخزومی قریشی (به عربی: أبو جهل عمرو بن هشام بن المغيرة بن عبد اللّٰه بن عُمَر المخزومي القرشي) (مرگ: ۲ ه‍.ق) از بازرگانان قریش و شخصی زیرک و شجاع بود و از این‌رو «ابوالحکم» نیز خوانده می‌شد. به سبب دشمنی زیادش نسبت به پیامبر اسلام محمد و کشتن سمیه، مسلمانان او را «ابوجهل» می‌خواندند. وی در جنگ بدر در پنجاه و چهار سالگی کشته شد.
تلاش ابوجهل در قطع رابطه قریش با بنی‌هاشم که به شکست انجامید، ممانعت از حمایت ابولهب از محمد بعد از مرگ ابوطالب و نیز طراحی توطئه ناموفق قتل محمد با مشارکت طوایف مختلف مهم‌ترین اقدامات وی ضد محمد در روایت منابع اسلامی هستند. مسلمانان نیز از شدت عمل وی در امان نبودند.
در منابع اسلامی گفته شده ظاهراً حُسن خدمت عکرمه بن ابی‌جهل، فرزند او به اسلام سبب شد محمد پس از مرگ ابوجهل مسلمانان را از سب وی و انتساب عکرمه به این کنیه بازدارد. عکرمه برای اولین بار به عنوان یک مسلمان طواف به جای آورد.
به محمد منسوب است که: «کسی که ابوجهل را ابوحکم می‌نامد، اشتباهی بزرگ مرتکب شده‌است و او باید از خداوند طلب بخشش کند تا بلکه بخشیده شود.»